# Долапите
Долапите е бивше село, сега квартал на Русе, отстоящ на около 7 км западно от центъра на града.
В квартала има действащо училище, детска градина, читалище и църква. Кварталът разполага и с гара по жп линията Русе – Горна Оряховица/София, но само пътническите влакове спират на гара Долапите, а билети от години не се издават в нея. С влака до Централна гара Русе се стига за 11 – 12 минути, а до село Иваново – за 10 минути.
Църквата в квартала, която се казва „Свети Архангел Михаил“ е осветена през 1909 г., тя се намира на ул. Стремление, а местното Народно читалище „Просвета – 1915“ се намира в сградата на местното кметство и поща.
До квартала водят автобусни линии 7, 15 и 16 на градския транспорт. Като автобус 15 също свързва квартала и с жп гарата (централната), и с Централната автогара (тъй като са една до друга), а крайната му спирка е „Мототехника“ (КАТ). Докато 16-а линия го свързва с Корабния техникум, Пантеона, Болницата, Университета, жк „Здравец“ и Гара Разпределителна.
Населението на квартал Долапите е 4500 души, всички християни.
Кметски наместник на квартала е Светлин Савов.